# Chengguan, Lhasa
Chengguan är ett stadsdistrikt och centralort i Lhasa i den autonoma regionen Tibet i sydvästra Kina.